# بندر تركمان
بندر تركمان أو بندر التركمان (بالفارسية: بندر ترکمن) ميناء ومدينة في منطقة كلستان على بحر قزوين شمال شرق إيران ،يبلغ عدد السكان فيها حوالي 126,000 نسمة وهي تبعد عن العاصمة الإيرانية طهران حوالي 375 كم.

## توأمة
لبندر تركمان اتفاقيات توأمة مع:
- أكابولكو